# Mato Delivić
Mato Delivić (Kreševo, oko 1666. – Kreševo, 22. lipnja 1740.) bio je hrvatski katolički prelat, biskup i prvi apostolski vikar u Bosni.

## Životopis
Osnovno školovanje primio je u kreševskom franjevačkom samostanu, a filozofiju i teologiju završio je u Italiji. nakon povratka u domovinu službovao je kao župnik, gvardijan, definitor i kustos Bosanske provincije.
Papa Klement XII. imenovao ga je 12. prosinca 1735. godine naslovnim biskupom bolinskim na Peloponezu te prvim apostolskim vikarom u Bosni i Hercegovini. Obavio je jednu biskupsku vizitaciju u lipnju 1736. godine. Polovinom 1737. prekinuo je vizitaciju zbog austrijsko-turskog rata. Zbog toga se sklonio u okolicu Posušja te je boravio godinu i pol dana u kući svećenika-glagoljaša Ante Budimira. Pravoslavni vladike su tom prigodom proširili lažnu vijest kako je on vodio austrijsku vojsku pod Banjom Lukom. Nakon završetka rata uspio se vratiti u Kreševo te je pokopan u crkvi svete Katarine u Kreševu.

### Članci
- Zirdum, Andrija. 1993. Delivić, Mato. Hrvatski biografski leksikon. Zagreb.  journal zahtijeva |journal= (pomoć)